# Brinon-sur-Beuvron
Brinon-sur-Beuvron é uma comuna francesa na região administrativa de Borgonha-Franco-Condado, no departamento Nièvre. Estende-se por uma área de 8,09 km². Em 2010 a comuna tinha 182 habitantes (densidade: 22,5 hab./km²).